# Sperrylita
La sperrylita és un mineral de la classe dels minerals sulfurs, i dins d'aquesta pertany a l'anomenat “grup de la pirita”. Va ser descoberta l'any 1889 prop de Gran Sudbury, a l'estat d'Ontario (Canadà), sent nomenada així en honor de Francis L. Sperry, químic nord-americà.

## Característiques químiques
És un arsenur simple de platí. El grup de la pirita en què s'enquadra són tots sulfurs o similars d'un metall que cristal·litzen en el Sistema cristal·lí cúbic. Els cristalls poden mostrar un intercreixement amb un aliatge de platí-ferro.
A més dels elements de la seva fórmula, sol portar com a impureses: iridi, rodi, ferro, coure i antimoni.

## Formació i jaciments
En jaciments del platí, en roques magmàtiques, roques pegmatites bàsiques i en depòsits al·luvials. És de tots els minerals del platí el que presenta una més àmplia distribució pel món. Als territoris de parla catalana ha estat descrita al bosc de Poblet (Vimbodí i Poblet, Conca de Barberà).
Sol trobar-se associat a altres minerals com: pirrotita, pentlandita, calcopirita, violarita, cubanita, bornita, esfalerita, galena, linneïta, magnetita, testibiopal·ladita, sudburyita, omeiïta, or, amalgama de plom, cromita, ilmenita, gersdorffita, pirita, mil·lerita, estibina, niggliïta, or argèntic, platí, merenskyita, kotulskita, cooperita o laurita.

## Usos
S'extreu en les mines com a important mena del platí.